# Muhafaza Dżabal Lubnan
Muhafaza Dżabal Lubnan (arab. جبل لبنان) – jedna z siedmiu jednostek administracyjnych Libanu, muhafaza w zachodnim Libanie, ze stolicą w Babdzie.
Muhafaza dzieli się na 6 dystryktów:
- Kada Alajh
- Kada Babda
- Kada Dżubajl
- Kada Kasarwan
- Kada Al-Matin
- Kada Asz-Szuf

## Podział religijny muhafazy
Podział religijny w Muhafazie Dżabal Lubna przedstawia się następująco:
- chrześcijanie – 87,32% (z czego większość to maronici)
- druzowie – 8,47%
- sunnici – 2,32%
- szyici – 1,88%
- inni – 0,01%